# Montants compensatoires monétaires
Les montants compensatoires monétaires (MCM) ont été créés en 1969 pour éviter que les prix agricoles de la CEE exprimés en ECU ne subissent les conséquences des fluctuations des différentes monnaies.
Pour ramener les prix nationaux au niveau des prix européens, deux types de montants compensatoires ont été instaurés :
- l'un négatif : il s'agit de taxe à l'exportation pour un pays avantagé par une monnaie dévaluée ;
- l'autre positif : il s'agit d'une subvention aux exportations qui aide un pays dont la monnaie a été réévaluée.